# Матасса, Козимо
Козимо Матасса (англ. Cosimo Matassa) — американский звукорежиссёр, владелец нью-орлеанских студий звукозаписи J&M Studios и Cosimo Recording Studio.
Положил начало профессиональной карьеры многих новоорлеанских артистов, в частности Кларенса "Фрогмана" Генри.

## Премии и признание
В 2012 году заслуги Козимо Матассы перед музыкальной индустрией были высоко отмечены — он был принят в Зал славы рок-н-ролла в категории «Награда за музыкальное мастерство» (англ. Award for Musical Excellence).